# Тукай (Орський міський округ)
Тука́й (рос. Тукай) — село у складі Орського міського округу Оренбурзької області, Росія.

## Населення
Населення — 361 особа (2010; 360 у 2002).
Національний склад (станом на 2002 рік):
- татари — 60 %
- казахи — 28 %